# دو مدل از یک نوع (فیلم ۱۹۸۳)
دو مدل از یک نوع (به انگلیسی: Two of a Kind) فیلمی است محصول سال ۱۹۸۳ و به کارگردانی جان هرزفیلد است. در این فیلم بازیگرانی همچون جان تراولتا، الیویا نیوتن-جان، الیور رید، بیاتریس استرایت، اسکاتمن کوروترس، چارلز دارنینگ، ریچارد برایت، تونی کالم، ارنی هادسون، جک کهو، رابرت کوستانزو، جین هکمن ایفای نقش کرده‌اند.